# Baldwyn
Baldwyn is een plaats (city) in de Amerikaanse staat Mississippi, en valt bestuurlijk gezien onder Lee County en Prentiss County.

## Demografie
Bij de volkstelling in 2000 werd het aantal inwoners vastgesteld op 3321.
In 2006 is het aantal inwoners door het United States Census Bureau geschat op 3351, een stijging van 30 (0,9%).

## Geografie
Volgens het United States Census Bureau beslaat de plaats een oppervlakte van
30,0 km², waarvan 29,9 km² land en 0,1 km² water. Baldwyn ligt op ongeveer 123 m boven zeeniveau.

## Plaatsen in de nabije omgeving
De onderstaande figuur toont nabijgelegen plaatsen in een straal van 24 km rond Baldwyn.